# 承諾學校
承诺學校（英語：I Promiss School）是位於俄亥俄州阿克倫的一所公立學校，於2018年開學，由勒布朗·詹姆斯家族基金會贊助，目的是幫助來自高風險家庭的兒童。
學校目前開放招收三年級和四年级的學生，2022年將全面營運，最終教導一到八年级的學生。
2020年4月，串流媒體Quibi發行了一系列名為《I Promise》的紀錄片，詳細介绍了學校第一年的營運情况。 但由於Quibi在2020年10月關閉，這個系列也隨之取消。

## 背景
2011年勒布朗·詹姆斯（基金會負責人，同時也是NBA球員）研究自己家鄉阿克倫的高中輟學率後，決定創立「I PROMISE」計畫，著重贊助與他來自同個社區的青少年。
2017年11月，基金會向阿克倫學校董事會表示，希望建立一所旨在幫助弱勢兒童的學校。 相關計畫在當月稍晚獲得批准，學校之後的發展工作亦随之展開。
詹姆斯在阿克倫長大，學生時期過的十分掙扎，因為家庭相當不穩定，他的母親沒有固定的工作，迫使他們搬了好幾次家。 在此期間，詹姆斯曾在四年級缺席了83天，導致課業嚴重落後。 他的成長經歷激勵他為有著相似成長背景的兒童提供特別的支持和照顧。
詹姆斯認為這所學校的建立是他一生中最重要的職業成就。 勒布朗·詹姆斯家族基金會為參加承諾學校的兒童和家庭提供额外的服務。 根據阿克倫學區發言人馬克 · 威廉森的介紹，服務包含了制服、給家庭的食物、職業介绍、為每位學生提供自行車和安全帽、為符合資格的學生提供交通工具、為學生家長提供普通教育發展證書和就業安置服務。
詹姆斯家族基金會與摩根大通於2015年共同建立的阿克倫「I Promise Network」獎學金涵蓋了每位即將就讀阿克倫大學學生的學費，要獲得獎學金的資格，必須以平均3.0的成績從高中畢業。此外，阿克倫大學還提供革新世代獎學金給符合條件的阿克倫公立學校畢業生支付全額學費。 基金會貢獻了大約200萬美元的啟動成本，但該數字每年會根據社區需求而有所變化。 學生的選擇是根據考試成績，以及其他指標，再利用抽籤系統抽出。
在承諾學校開放之前，I Promise計畫已經在阿克倫小學開展了10多年。 在阿克倫公立學校系統中有32所小學，所有這些學校的學童將集中在一個地方，而不是分散在所有學校。 在2018年之前，IPS教育大樓的學校系统安置了因正在重建的學校而流離失所的學生。
當全面運行後，阿克倫學區將承擔一半以上的成本（大概是75% 左右）。該學區表示，I Promise 最終每年將花費約800萬美元，用於學區的常規預算，主要是通过調動學生、教師和其他學校的資金來支付。 

## 學生主體
學校分為「承諾小學」和「承諾中學」，分别教授一至四年級以及五至八年級的學生。 截至2018年7月30日開學第一天，已有 240名學生就讀三年級和四年級。並在隔年開設一年級和二年級，預計在2022年開放所有年級就讀。   學校目前位於前阿克倫公立學校的行政大樓内，仍然是阿克倫學區的一部分。教師仍然在學區的薪資單上，課程是根據公立學校的要求制定的。
學校編制了基於STEM的課程。 另外，「家庭資源中心」和學校的「家庭計畫」針對學生家庭，確保能在家中穩定的學習。與傳統的時間表不同，上學時間從早上八點到下午五點不等。暑假大幅縮短，取而代之的是分散在全年的短期假。 
在西北評估協會進行測試後，根據《纽约时报》報導，在240位就讀承諾學校的學生中約有90%達到或超越了他們在數學和閱讀方面的學習目標，成為該地區最成功的學校。三年級和四年級學生起初在兩個領域的分數都在最低的百分點，之後在閱讀的分數分別上升到第9和第16百分點，數學則分别上升到第18和第30百分點。在學年结束時，該學校是全國成績增長最快的學校之一。  

## 批評
雖然學校建立的理念獲得了壓倒性的支持，但也在某些方面受到批評。根據報導，承諾學校每年的花費高達800萬美元，有些人認為這對生活在相對低收入學區的納稅人來說是一個負擔。 尤其是孩子符合入學標準，卻因為學校的抽籤制度而未能入學的學生父母，對税收增加感到更沮喪。 
承諾學校的非傳統教學方法讓許多觀察家誤以為承諾學校是特許學校（一種在美國受到廣泛批評的學校），    因為學校獨特的課程、選擇學生方式和延長學年的作法，都與美國絕大多數公立學校大相徑庭。 